# Three Imaginary Boys
Three Imaginary Boys ist das Debütalbum der englischen Band The Cure. Es erschien im Mai 1979 bei Fiction Records. In den USA und in Australien wurde stattdessen 1980 das Album Boys Don’t Cry mit einer anderen Tracklist und einem anderen Cover veröffentlicht. Es gibt bei den Titeln einige Überschneidungen.

## Geschichte
Das Album wurde im Herbst 1978 mit dem Produzenten Chris Parry aufgenommen. Ursprünglich sollte die vom Bassisten Michael Dempsey gesungene Jimi-Hendrix-Coverversion Foxy Lady, die bei einem Soundcheck entstand, sich nicht auf dem Album befinden. Das Label diktierte jedoch sowohl die Auswahl an Liedern als auch das Artwork; seitdem besteht der Sänger Robert Smith darauf, bei allen Projekten der Band die kreative Kontrolle zu behalten. Das Album besteht aus kurzen Songs, von denen nur wenige die Drei-Minuten-Marke überschreiten.

## Rezeption
| Medium                    | Rating |
| ------------------------- | --- |
| Allmusic                  | Sternsymbol · Sternsymbol · Sternsymbol · Sternsymbol · Sternsymbol                                                                       |
| Pitchfork Media           | 8.7/10 |
| Rolling Stone Album Guide | Sternsymbol · Sternsymbol · Sternsymbol · Sternsymbol · Sternsymbol                                                                       |
| Piero Scaruffi            | Sternsymbol · Sternsymbol · Sternsymbol · Sternsymbol · Sternsymbol · Sternsymbol · Sternsymbol · Sternsymbol · Sternsymbol · Sternsymbol |
| Robert Christgau          | B+ |

Chris True schrieb in seiner Rezension für den Allmusic Guide, das Album sei nicht nur ein sehr starkes Debütalbum, sondern beinahe ein Kuriosum. Es sei eines der poppigsten Alben von The Cure.
Der Rolling Stone bewertete das Album zwar nur mit 3,5 Punkten, führte es jedoch in der Liste 500 besten Alben aller Zeiten auf Platz 438.

## Titelliste

### Originalausgabe 1979
Die Stücke (außer Foxy Lady) wurden von Michael Dempsey / Robert Smith / Lol Tolhurst geschrieben.
1. 10:15 Saturday Night – 3:41
2. Accuracy – 2:18
3. Grinding Halt – 2:49
4. Another Day – 3:44
5. Object – 3:03
6. Subway Song – 2:01
7. Foxy Lady (Jimi Hendrix) – 2:29
8. Meathook – 2:18
9. So What – 2:37
10. Fire In Cairo – 3:23
11. It’s Not You – 2:49
12. Three Imaginary Boys – 3:17
13. The Weedy Burton – 1:07 (Hidden track)